# Rui Costa (voetballer)
Rui Manuel César Costa (Lissabon, 29 maart 1972) is een Portugees voormalig profvoetballer. Nadat hij in 2008 zijn voetballoopbaan beëindigde bij SL Benfica, werd hij bij dezelfde club aangesteld als directeur voetbalzaken.

## Clubvoetbal
Rui Costa begon zijn loopbaan als profvoetballer in 1990 bij SL Benfica. In 1994 vertrok hij naar AC Fiorentina. In 2001 maakte Rui Costa voor honderd miljoen gulden (circa vijfenveertig miljoen euro) de overstap van AC Fiorentina naar AC Milan. Met deze club won de Portugees onder anderen de UEFA Champions League en de Serie A. Na de komst van Kaká in 2003, de Braziliaanse concurrent voor de positie van aanvallende middenvelder, zat Rui Costa bij AC Milan meer op de bank dan dat hij wedstrijdminuten maakte. Daarom keerde de Portugees in mei 2006 terug naar SL Benfica. Eind 2007 kondigde hij zijn afscheid aan dat in de zomer van 2008 plaatsvond.

## Nationaal elftal
In 1991 werd Rui Costa met Portugal onder 20 wereldkampioen op het WK onder 20. Hij speelde destijds samen met onder meer Luís Figo en João Pinto. Met deze voetballers vormde Rui Costa in de jaren negentig de kern van het Portugees elftal, waarvoor hij vierennegentig interlands speelde en zesentwintig keer scoorde. Na het EK 2004, waarbij Portugal in eigen land de finale van Griekenland met 0–1 verloor, stelde Rui Costa zich niet meer beschikbaar voor het nationale elftal.

## Erelijst
SL Benfica
- Primeira Divisão: 1993/94
- Taça de Portugal: 1992/93

 AC Fiorentina
- Coppa Italia: 1995/96, 2000/01
- Supercoppa Italiana: 1996

 AC Milan
- Serie A: 2003/04
- Coppa Italia: 2002/03
- Supercoppa Italiana: 2004
- UEFA Champions League: 2002/03
- UEFA Super Cup: 2003

 Portugal onder 20
- Wereldkampioenschap voetbal onder 20: 1991

 Portugal onder 23
- Toulon Espoirs-toernooi: 1992

Individueel
- Toulon Espoirs-toernooi Beste speler: 1992
- Toulon Espoirs-toernooi Topscorer: 1992
- Europees kampioenschap voetbal Team van het toernooi: 1996, 2000
- FIFA XI: 1998
- UEFA Champions League: Top Assists 2002/03
- FIFA 100
- SJPF Speler van de maand: september 2007
- Cosme Damião Uitreiking – Voetballer van het jaar: 2007
- AC Milan Hall of Fame
- AC Fiorentina All-time XI

Onderscheiding
- Officier in de Orde van de Infant Dom Henrique

## Spelerstatistieken
| seizoen    | club       | land     | competitie | wed. | goals |
| ---------- | ---------- | -------- | ---------- | ---- | ----- |
| 1991/92    | SL Benfica | Portugal | SuperLiga  | 21   | 4     |
| 1992/93    | SL Benfica | Portugal | SuperLiga  | 23   | 4     |
| 1993/94    | SL Benfica | Portugal | SuperLiga  | 34   | 5     |
| 1994/95    | Fiorentina | Italië   | Serie A    | 31   | 9     |
| 1995/96    | Fiorentina | Italië   | Serie A    | 34   | 5     |
| 1996/97    | Fiorentina | Italië   | Serie A    | 28   | 2     |
| 1997/98    | Fiorentina | Italië   | Serie A    | 32   | 3     |
| 1998/99    | Fiorentina | Italië   | Serie A    | 31   | 14    |
| 1999/00    | Fiorentina | Italië   | Serie A    | 31   | 10    |
| 2000/01    | Fiorentina | Italië   | Serie A    | 29   | 6     |
| 2001/02    | AC Milan   | Italië   | Serie A    | 22   | 0     |
| 2002/03    | AC Milan   | Italië   | Serie A    | 26   | 1     |
| 2003/04    | AC Milan   | Italië   | Serie A    | 28   | 3     |
| 2004/05    | AC Milan   | Italië   | Serie A    | 24   | 1     |
| 2005/06    | AC Milan   | Italië   | Serie A    | 25   | 0     |
| 2006/07    | SL Benfica | Portugal | SuperLiga  | 14   | 0     |
| 2007/08    | SL Benfica | Portugal | SuperLiga  | 16   | 4     |
| Bijgewerkt | 30-03-2008 |          |            |      |       |

## Trivia
- Rui Costa speelde op 16 december 1998 mee in het FIFA-wereldelftal[1], dat ter gelegenheid van het honderdjarige bestaan van de Federazione Italiana Giuoco Calcio aantrad tegen Italië en in het Olympisch Stadion met 6-2 verloor. Gabriel Batistuta en George Weah scoorden voor het gelegenheidsteam. Rui Costa moest in de rust plaatsmaken voor Oliver Bierhoff.